# Південні П'ятихатки
Південні П'ятихатки — мікрорайон Харкова, неподалік від якого є село Рогань (вона ж Велика Рогань) та село Мала Рогань в Харківському районі. Входить до складу Роганського житлового масиву.

## Географічне положення

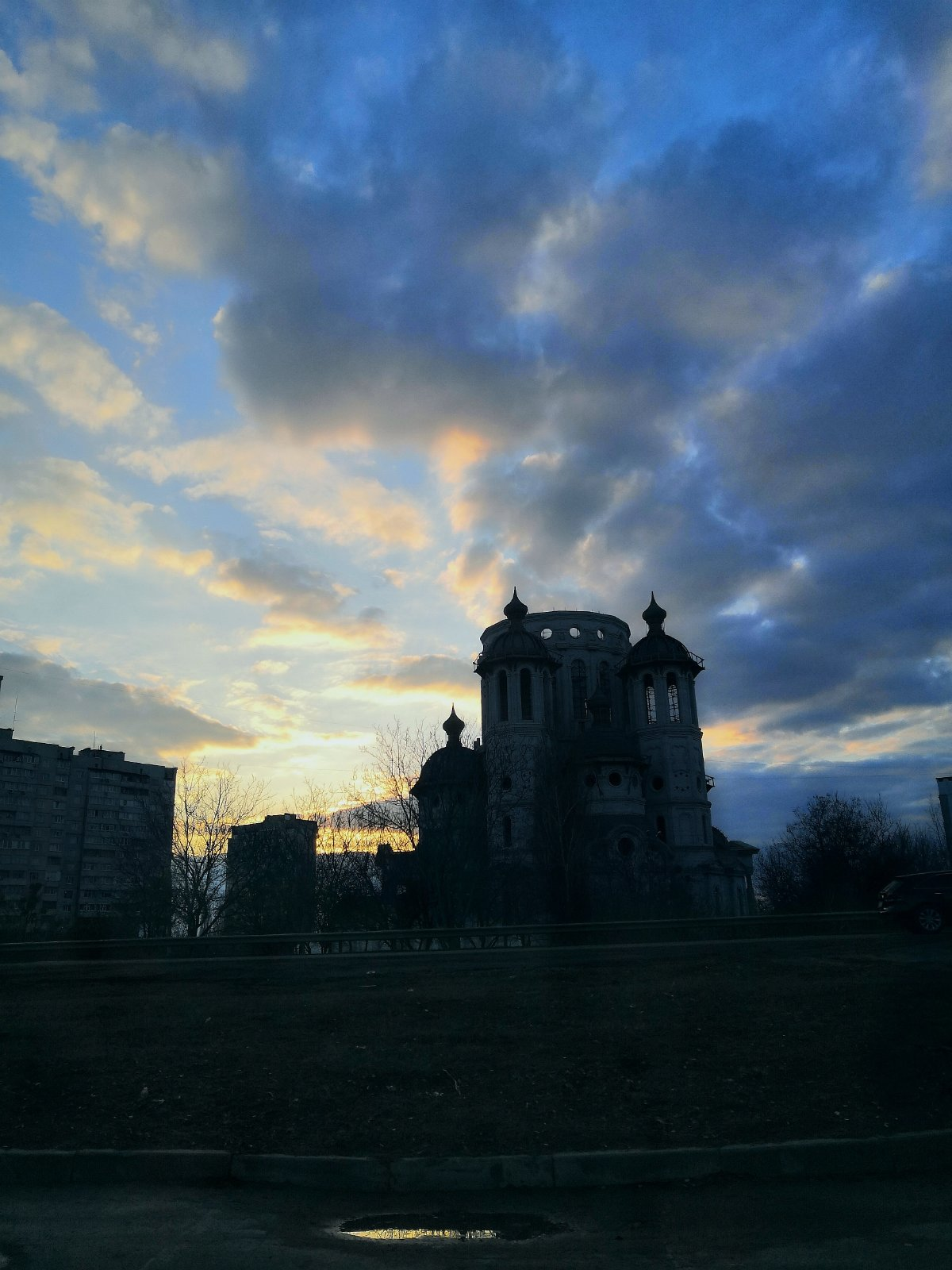
Недобудований храм Ікони Божої матері Єрусалимської. Вулиця 92-ї бригади

Цей мікрорайон розташований в межах міста Харкова, переважно на південь від лінії залізниці Харків-Чугуїв-Куп'янськ і переважно на схід від Окружний автомобільної дороги. Центральна вісь масиву та основна його транспортна артерія — Роганська вулиця, перпендикулярна їй — вулиця 92-ї бригади.

## Історія
Забудова мікрорайону Південні П'ятихатки висотними будинками (9,12 і 16 поверхів) почалася на початку 1980-х років, починаючи з вулиці 92-ї бригади.

## Промисловість
- Агротехнічне підприємство ВАТ «Агротехніка».
- ВАТ «Роганська картонна фабрика» (побудована в 1890-х). Існують дві фабрики — одна, історична, у Великій Рогані (не працює); інша, 1980-х років — в промзоні житлового масиву «Південні П'ятихатки».
- ВАТ «Пивзавод Рогань» (відкритий в 1989, з 2002 належить бельгійській фірмі Санінтербрю.
- Роганський молочний комбінат (Агромол). Побудований в 1980-х роках. З середини 2000-х належить російській компанії «Вімм-Білль-Данн».
- Роганський м'ясопереробний завод (банкрут з 2001; все устаткування було демонтовано). Виробництво відновлено 2007 року. Фірмовий виріб — ковбаса «Роганська».
  - На території м'ясокомбінату з 2002 знаходиться підприємство води «721» (глибина свердловини).
- Ахмад чай (чайова фабрика), відкрита наприкінці 1990-х.
- поблизу Південних П'ятихаток розташоване українське представництво компанії Philip Morris — ЗАТ «Філіп Морріс Україна»[3].

### Індустріальний парк «Рогань»
Комунальне підприємство (КП) «Індустріальний парк Рогань» — пілотний проєкт уряду України зі створення промислового парку. Мета проєкту — реалізація нових способів отримання вітчизняних та зарубіжних інвестицій в економіку Харківської області, а також для створення сприятливих умов для реалізації проєктів з використанням індустріально-аграрного, наукового та інтелектуального потенціалу Харківської області.
За задумом творців, індустріальний парк площею 203 га буде розміщений на південному кордоні Харкова поруч з окружною дорогою. На сході парк буде примикати до житлового масиву Південні П'ятихатки. Передбачуване розташування парку: 49°53′37.5″ пн. ш. 36°24′12.44″ сх. д. / 49.893750° пн. ш. 36.4034556° сх. д..
За проєктом парк повинен бути розділений на функціональні зони:
- «Логістичний хаб» — складські приміщення, автотранспортні сервіси;
- «Бізнес-сіті» — бізнес-центр та готельний комплекс;
- «Еколайф» — підприємства харчової та фармацевтичної галузей;
- «Хай-тек» — підприємства приладобудування, машинобудування та інших галузей, що створюються на основі нових технологічних розробок;
- «Креатив-парк» — легка промисловість, дизайн-студії;
- «Сервіс-зона» — інфраструктура, необхідна для підтримки життєдіяльності промислової зони.

## Інші пам'ятки
- Роганський розплідник службового собаківництва, офіційно з 2000-х років називається  Кінологічний центр МВС .
- Харківське вище військове училище льотчиків імені Грицевця (саме тут закрито в 2001 р.).
- Роганський лісорозсадник

## Карта
- Південні П'ятихатки

## Транспорт
Південні П'ятихатки мають сполучення з Харковом такими маршрутами громадського транспорту: тролейбусом 45, 51, 52, 54 автобусом 304,200,186,174,16 маршрутів. У планах будівництва станції метро Роганська та Східна. Поки найближчою станцією метро до Південних П'ятихаток залишається Індустріальна.